# ジョン・ケアード (哲学者)

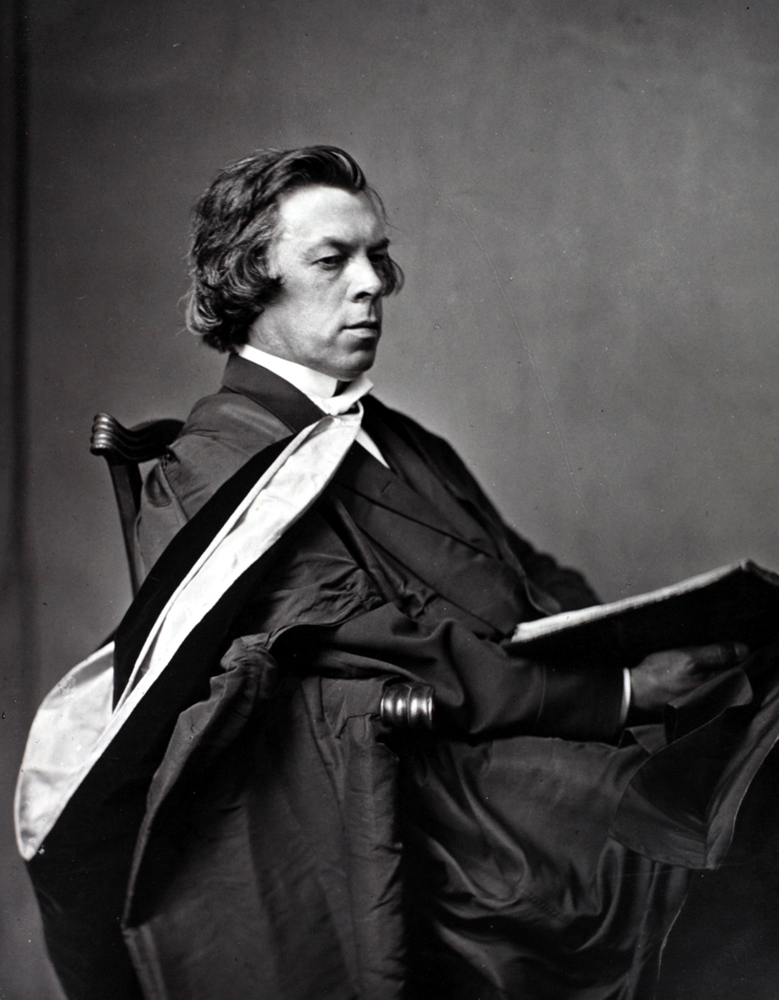
ジョン・ケアード

ジョン・ケアード（John Caird, 1820年12月15日 - 1898年7月30日）は、イギリス・スコットランドの哲学者。神学者。イギリスにおけるヘーゲル主義者（観念論哲学）としてしられ、イギリス哲学の伝統といえる経験論に対向していった。弟のエドワード・ケアードと共にイギリスにおける観念論哲学研究の中心的な人物であった。

## 生涯
スコットランド中部グリーノックの生まれ。16歳の時に父親の後継ぎとして、技術者になるが、18歳のとき学問することが許されて、グラスゴー大学で学ぶ。1年間の大学生活の後に、再びビジネスの世界に戻るが、学問の道を捨てきれず、再び大学へいく。1845年にはスコットランド教会の牧師になる。1862年にグラスゴー大学の神学の教職のポストを得た。そして、スコットランド教会の説教者の中で一番地位のある人物となる。しかし、彼の説教の特徴からして、ケアードは広義の神学においては、聖職者といえた。というのも、常に宗教中の永久の要素を強調するように努力し、専門的なものは無視するように説いていたからである。1873年にグラスゴー大学の副総長になった。1892年から1893年と1895年から1896年にかけて、ギフォード講義において出前講座を受け持つ。
著書「宗教哲学入門」（1880年）は、宗教の本質的な合理性を示す試みとして知られた。この著作は、観念論的特徴で、明瞭で流れるような語り口調でヘーゲルの教えを再生している秀作である。彼は、スピノザ哲学に関しても著作があり、スピノザには潜在的に多くのヘーゲルを先取りした考えがあったということを示していた。